# Jüdischer Friedhof (Neukloster)

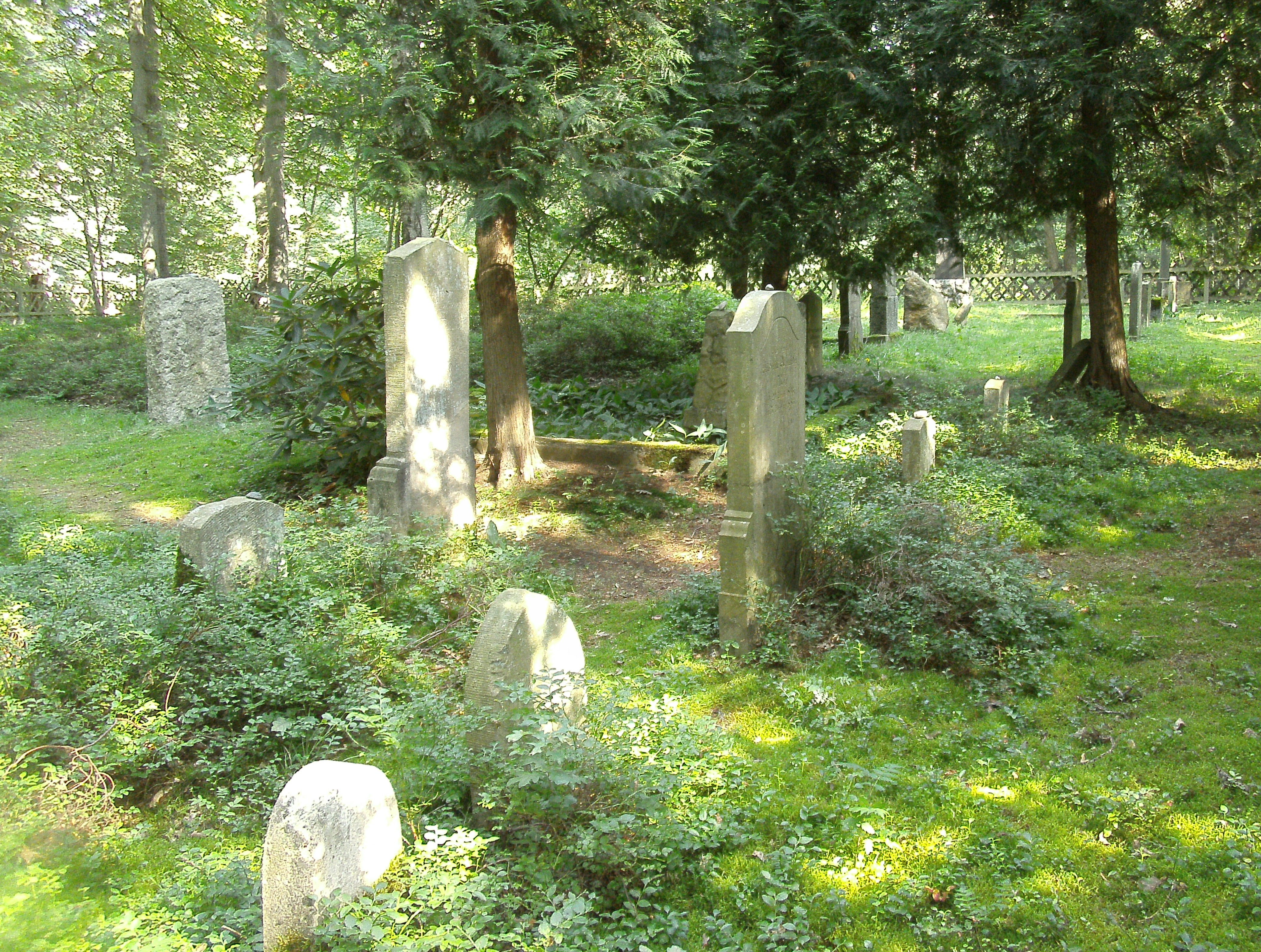
Jüdischer Friedhof im Neukloster Forst

Der jüdische Friedhof in Neukloster ist ein denkmalgeschützter Begräbnisplatz der Synagogengemeinde Horneburg im niedersächsischen Landkreis Stade. 

## Geschichte
Der Friedhof wurde gegen Ende der 1830er Jahre im Neukloster Forst angelegt und erhielt im Jahr 1910 seine heutige Form. Er weist noch 31 Grabsteine auf. Die letzte Beerdigung erfolgte 1929, nachdem die Mehrzahl der Familien nach Hamburg verzogen war.
Er ist sowohl ein aussagekräftiges Objekt der lokalen Geschichte als auch der Sozial-, Kultur- und Religionsgeschichte und der Geschichte der jüdischen Bestattungskultur. Als eines der wenigen erhaltenen Zeugnisse für die Geschichte der jüdischen Bevölkerung in Niedersachsen besitzt der Friedhof einen hohen Dokumentations- und Erinnerungswert.